# Benedictinas de Montevergine
La Congregación de Hermanas Benedictinas de Santa María de Montevergine (oficialmente en latín: Congregatio Montis Virginis Ordinis Sancti Benedicti; cooficialmente en italiano: Congregazione delle Suore Benedettine di Maria SS. di Montevergine), más conocidas como benedictinas de Montevergine, es una congregación religiosa católica femenina de vida apostólica y de derecho pontificio, fundada por el monje benedictino italiano Giuseppe Ramiro Marcone, en Mercogliano, en 1928. Las religiosas de este instituto posponen a sus nombres las siglas O.S.B.Virg.

## Historia
La congregación fue fundada en 1928 por el benedictino sublabence Giuseppe Ramiro Marcone con el ideal de restaurar la antigua Orden de Monjas Benedictinas de Montevergine fundada por Guillermo de Vercelli. Marcone, quien, desde 1918, ocupaba el cargo de abad de la Abadía territorial de Montevergine, aprobó el instituto el 30 de noviembre de 1930. En 1984 recibió la aprobación de la Santa Sede como congregación religiosa de derecho pontificio.

## Organización
La Congregación de Hermanas Benedictinas de Santa María de Montevergine es un instituto centralizado, cuyo gobierno es ejercido por la superiora general. La sede central se encuentra en Mercogliano.
Las benedictinas de Montevergine se dedican a la educación cristiana de la juventud y a la atención de los niños huérfanos, singuen la Regla de san Benito y forman parte de la familia benedictina de la Congregación de Montevergine. En 2015, el instituto contaba con unas 17 religiosas y 4 comunidades,  presentes en Italia y Sri Lanka.